# 四季名園

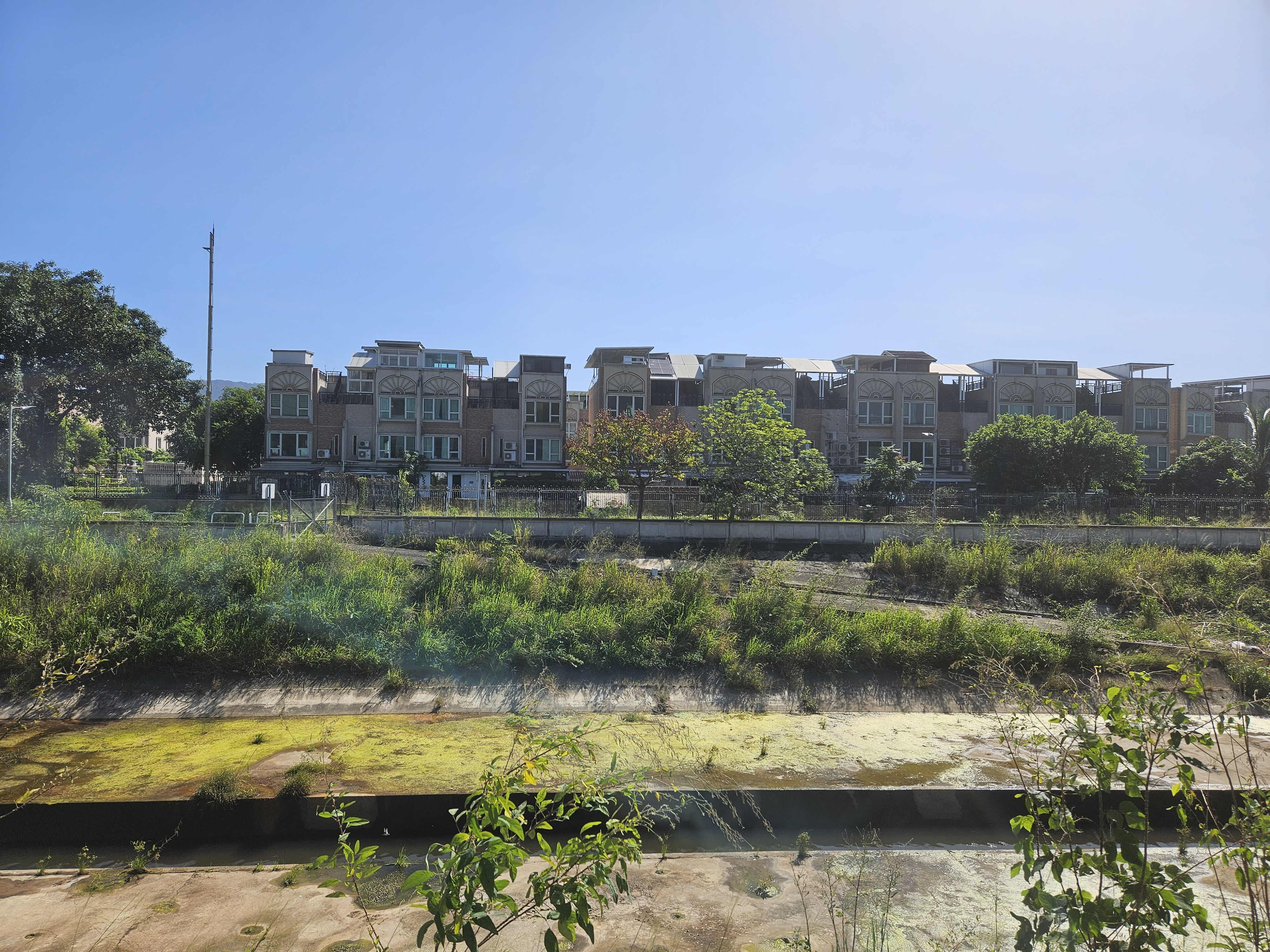
四季名園

四季名園是位於香港新界元朗錦田公路183號， 是一個半獨立或排屋住宅群，擁有244間庭園屋別墅，由長江實業興建，2008年12月入伙。主要設施有多用途活動區域、健身室、乒乓球區、報章閱覽區、兒童遊戲室、戶外園林游泳池、兒童游泳池、按摩浴池、歐式園林噴泉花園和寵物公園及訪客時租車位等。

## 四季名園實用面積事件
在四季豪園業主入伙時，2700呎的洋房中，建築面積包含前後花園、開放式車庫和天台，所以洋房內部的實用面積只有800多呎，實用率更是只有29%至43%，令社會各界都嘩然，因為從未見過這麼低的實用率。今次的情況亦是一樣，建築面積一樣包含前後花園、開放式車庫和天台，還有要攤分公用地方約180呎，結果室內面積只剩下1100多呎，而室內可用面積更只剩800-900呎（這個可用面積依然包含樓梯和30呎的陽台），實用率只有33%，也是香港「發水樓」的經典例子。

## 外部連結
- 長江集團（页面存档备份，存于）